# نمایشگاه بین‌المللی قائم‌شهر
نمایشگاه بین‌المللی استان مازندران به مساحت حدود ۱۴ هکتار در شهرستان قائم‌شهر وجزء زمین‌های موقوفه آقا رستم روزافزون یکی از قدیمی‌ترین موقوفات استان و کشور در حاشیه رودخانه تِلار در محل تلاقی جاده‌های اصلی هراز و فیروزکوه و در کنار راه‌آهن و با فاصله ۲۵ کیلومتری از فرودگاه و همچنین در ۱۵ کیلومتری مرکز استان در مرکز ثقل جمعیتی استان مازندران، واقع شده‌است.
زمین محل دائمی این نمایشگاه که متعلق به موقوفه آقا رستم روزافزون بوده‌است، بر اثر پیگیری‌های انجام شده به وسیلهٔ مسوولین محلی و استانی در سال‌های ۱۳۷۶ و ۱۳۷۷ با هدف احداث محل دائمی به شرکت نمایشگاه‌های بین‌المللی استان مازندران بدون اجازه اوقاف و متولی وقت اجاره داده شد؛ و در اواخر سال ۱۳۷۷ با حضور وزیر بازرگانی وقت عملیات اجرایی آن آغاز شد.
این مرکز نمایشگاهی بین سال‌های ۱۳۷۶ و ۱۳۷۹ به تصویب کارگروه توسعه صادرات استان رسید و نهایتاً تأیید سازمان توسعه صادرات استان را در سال ۱۳۸۴ به همراه داشت و در سال ۱۳۸۵ نیز به تصویب هیئت دولت درآمد. این محل از سالن‌های نمایشگاهی متعدد، سالن همایش با ظرفیت تقریبی ۹۰۰ نفر، فضای سبز ۳ هکتاری و سایر امکانات نمایشگاهی بهره‌مند است.

## مشکلات پیش رو
در سال ۱۳۸۴ شرکت آب منطقه‌ای در اقدامی قرارداد اجاره زمین نمایشگاه قائم‌شهر را فسخ کردبدلیل اینکه در این سال از طرف متولی وقت موقوفه آقای ابوالقاسم روزافزون که از نسل واقف بوده وموفق به اخذ سند ششدانگ موقوفه می‌شود به مدیران نمایشگاه بین‌المللی و شرکت آب منطقه ای مازندران اعلام می دارد که این زمین وقف بوده و متعلق به موقوفه آقا رستم روزافزون می‌باشد  که در سال 914 هجری قمری وقف شده‌است و می بایستی تخلیه و به وقف برگردد .
```
بدون در نظر گرفتن این اخطار از طرف شرکت نمایشگاه‌های بین‌المللی و همچنین شرکت آب منطقه ای مازندران، سید رضا حسینی، 
رئیس هیئت مدیره
 نمایشگاه بین‌المللی مازندران در اعتراض به فسخ قرارداد توسط شرکت آب منطقه‌ای طی نامه‌ای، قرارداد موجود را در قالب عقد اجاره تحقق یافته عنوان کرد و افزود:
```

این قرارداد همانند تمامی عقود معین از شرایط ویژه برخوردار است بنابراین با مراجعه اجمالی به قوانین موضوعه مرتبط با عقد اجاره بیانگر اتقان و استحکام قرارداد مزبور به هیچ روی قابلیت فسخ ندارد.
فسخ قرارداد در زمره تصمیمات متخذه در سلسله مراتب اداری شرکت آب منطقه‌ای نیست و فسخ و اعلام آن در حیطه وظایف مراجع قانونی ذیربط است که تاکنون چنین موضوعی از مراجع مزبور به این شرکت ابلاغ نشده‌است.
در نهایت شرکت آب منطقه‌ای از موضع خود عقب‌نشینی کرد.

## دیدگاه‌ها دربارهٔ محل دائمی نمایشگاه
- کمیل گران، رئیس شورای اسلامی شهر قائم‌شهر گفت:

شورای شهر برای روشن شدن اذهان عمومی حاضر به مناظره با مخالفان احداث نمایشگاه بین‌المللی در قائم‌شهر است.
وی در نشستی با خبرنگاران با اشاره به برخی مسایل ایجاد شده در خصوص تغییر مکان نمایشگاه بین‌المللی استان مازندران اظهار داشت:
عده‌ای افکار عمومی را به سمتی سوق می‌دهند که نمایشگاه ساری جایگاه مناسبی برای تبدیل به نمایشگاه بین‌المللی استان است.
وی با اشاره به اینکه ۴ گزینه برای نمایشگاه بین‌المللی استان در نظر گرفته شده‌بود افزود:
قرار داشتن در کنار یک جاده مواصلاتی، وجود راه‌آهن، چشم‌انداز مناسب و نزدیکی نمایشگاه به یک هتل از جمله این گزینه‌ها است که نمایشگاه بین‌المللی قائم‌شهر از آن برخوردار است.
- عباسعلی وفایی‌نژاد، رئیس سازمان بازرگانی مازندران گفت:

فقط نمایشگاه قائم‌شهر مورد تأیید وزارت بازرگانی است و این وزارتخانه به آن یارانه اختصاص می‌دهد.
- سید علی‌اکبر طاهایی، استاندار مازندران درحاشیه بازدید از نمایشگاه بین‌المللی مازندران در جمع خبرنگاران با اشاره به اینکه این نمایشگاه در مکانی مناسب و چشم‌اندازی زیبا واقع شده‌است، گفت:

دستگاه‌های اجرایی مربوطه تا بهره‌برداری کامل از ظرفیت مجموعه از نمایشگاه حمایت کنند.
نمایشگاه در مکان مناسبی قرار گرفته و مدیریت نمایشگاه نیز در جهت افزایش فعالیت‌های نمایشگاه نسبت به برقراری ارتباط مجموعه‌های دیگر اقدام کند.
فرمانداری و دستگاه‌های اجرایی متولی حمایت‌های قانونی را از توسعه نمایشگاه انجام دهند.

## آدرس
مازندران، قائم‌شهر، محل دائمی نمایشگاه‌های بین‌المللی استان مازندران